# Белоозёрск (станция)
Белоозёрск (бел. Белаазёрск) — железнодорожная станция и вокзал, расположенные в одноименном городе Брестской области. Конечная на линии Бронная Гора - Белоозёрск.